# Iessik (rivière)
Pour les articles homonymes, voir Iessik.
 (janvier 2024).
Si vous disposez d'ouvrages ou d'articles de référence ou si vous connaissez des sites web de qualité traitant du thème abordé ici, merci de compléter l'article en donnant les références utiles à sa vérifiabilité et en les liant à la section « Notes et références ».
La rivière Iessik (en kazakh : Есік, en russe : Есик) est un cours d'eau du Kazakhstan, qui traverse le lac Iessik et la ville éponyme.

## Description
Il s'agit de l'une des rivières les plus importantes du versant nord des monts Trans-Ili Alataou. Ses sources proviennent de trente-deux glaciers qui couvrent une surface de 43 km2. Parmi ceux-ci on compte le Jarsaï, long de 3,8 km et couvrant 6,37 km2, le Grigoriev, long de 3,6 km et d'une surface de 5,86 km2 et le Pav'gov, qui s'étire sur 3,8 km sur une surface de 6,95 km2. Ces glaciers s'étendent à des altitudes supérieures à 4 000 mètres.

La rivière parcourt 22 kilomètres dans les montagnes, avec un profil moyen d'inclinaison de 10 %, et son bassin couvre 210 km2.
Dans sa partie haute, le cours d'eau suit une pente abrupte (de 10 à 15°), à travers une moraine couverte de végétation et forme un canyon profond (jusqu'à 70 mètres de profondeur). Face à la moraine du glacier Pal'gov, son profil s’aplatit brusquement et la rivière se sépare en de nombreux bras. En dessous du lac Akkul, qui s'étale à 3 140 mètres d'altitude, le cours d'eau reprend une descente vive, après le passage de la moraine qui contient le lac.